# Like You'll Never See Me Again
Like You'll Never See Me Again este cel de-al doilea disc single extras de pe albumul As I Am, al cântăreței de origine americană, Alicia Keys. Beneficiind de promovare adiacentă lansării, cântecul s-a bucurat de succes moderat în țările vorbitoare de limba engleză, sporind popularitatea albumului de proveniență.
Scris și produs de către Keys și Kerry Brothers, Jr. el are influențe puternice ale muzicii soul și R&B. Melodia a putut fi ascultată pentru prima data la postul radio WVEE, din Atlanta pe data de 25 octombrie a anului 2007. Keys a interpretat piesa în cadrul emisiunii Good Morning America pe 14 noiembrie, 2007.
Like You'll Never See Me Again a fost nominalizat la două categorii în cadrul premiilor NAACP Image la categoriile Cel mai remarcabil videoclip și Cea mai remarcabilă melodie.
În luna ianuarie a anului 2008, piesa a fost folosită pe fundalul unor reclame ale telenovelei All My Children.

## Clasamente
În S.U.A. single-ul a dobândit un succes masiv, reușind să câștige poziți importante în topurile de specialitate din această țară. În cadrul topului Billboard Hot R&B/Hip-Hop Songs, după șase săptămâni de la debut, a câștigat cea de-a doua poziție, pentru ca săptămâna următoare să atingă maximul, detronând melodia No One (single-ul anterior al lui Keys). În Europa, piesa a câștigat poziți variate în topuri.

## Videoclip
Videoclipul filmat pentru această melodie a fost produs de către Diane Martel, filmat in august 2007. iar actorul/rapper-ul Common a jucat rolul iubitului lui Keys. Acesta este implicat într-un grav accident rutier și este surprins fiind transportat de urgență la spital. În acest timp sunt arătate cadre în care este surprinsă relația celor doi. Clipul a avut premiera pe data de 13 noiembrie în cadrul emisiunii Total Request Live.